# Tom Clancy's Ghost Recon (romance)
Ghost Recon é um suspense militar escrito sob o pseudônimo de David Michaels, com base na série de jogos eletrônicos Tom Clancy's Ghost Recon. O romance segue as operações do capitão Scott Mitchell e seus "Ghosts" na China. 